# Heliophobius argenteocinereus
Heliophobius argenteocinereus (Peters, 1846) è un roditore della famiglia dei Batiergidi, unica specie del genere Heliophobius (Peters, 1846), diffuso nell'Africa orientale.

## Descrizione

### Dimensioni
Roditore di medie dimensioni, con la lunghezza della testa e del corpo tra 131 e 195 mm, la lunghezza della coda tra 6 e 17 mm, la lunghezza del piede tra 18 e 34 e un peso fino a 259 g.

### Caratteristiche craniche e dentarie
Il cranio presenta un palato stretto che non si estende posteriormente oltre il livello dei denti masticatori. Il foro infra-orbitale è piccolo, arrotondato e con le pareti ispessite. Gli incisivi sono lunghi, lisci, leggermente ricurvi ed esposti fuori le labbra. I denti masticatori mostrano alcune rientranze negli individui più giovani. Il loro numero può variare tra 4 e 6, il più alto tra tutti i roditori.
Sono caratterizzati dalla seguente formula dentaria:

### Aspetto
La pelliccia è lunga e setosa. Le parti dorsali variano dal grigio argentato al brunastro, mentre le parti ventrali, il naso, la regione oculare, i lati della testa e gli arti sono più chiari. Alcuni individui presentano una piccola chiazza biancastra sulla fronte. I piedi sono chiari, non particolarmente ingranditi e presentano frange di setole lungo i margini esterni. La coda è molto corta ed anch'essa frangia di setole. Le femmine hanno due paia di mammelle pettorali e due inguinali. Il numero cromosomico è 2n=60 o 2n=62.

## Biologia

### Comportamento
È una specie fossoria. Scava, utilizzando gli incisivi, cunicoli per nutrirsi a circa 12–23 mm dalla superficie, con un diametro di circa 50 cm e lunghi fino a 188 m. I nidi sono leggermente più profondi, circa 30 cm e contengono una sfera cava fatta di materiale vegetale come steli d'erba e pelli dei tuberi, ancora più profondo vi è un rifugio dove l'animale si rintana quando minacciato. Le latrine sono situate alla fine di gallerie senza uscita. È attivo sia di giorno che di notte. Difende le tane in maniera aggressiva dagli altri simili. Quando è messo all'angolo, emette uno sbuffo, assume una posizione rigida con i piedi appaiati, la testa sollevata e la bocca e gli occhi spalancati.  Durante le lotte incrociano gli incisivi e talvolta si rigirano su loro stessi mantenendo la presa sull'avversario. Può coesistere in cattività con altri simili.

### Alimentazione
Si nutre di tuberi di specie dei generi Vigna e Dolichos.

### Riproduzione
Si riproduce tra aprile e giugno. Danno alla luce 2-5 piccoli almeno tre volte l'anno dopo una gestazione di 87-101 giorni. Alla nascita il peso medio è di 12,8 g. Il primo cibo solido viene ingerito dopo l'undicesimo giorno, gli occhi vengono aperti dopo 14 giorni e vengono svezzati dopo due mesi di vita. Raggiungono le dimensioni adulte dopo un anno.

## Distribuzione e habitat
Questa specie è diffusa nell'Africa orientale dal Kenya meridionale, attraverso la Tanzania, il Malawi, lo Zambia orientale fino alla Repubblica Democratica del Congo sud-orientale e al Mozambico centrale e settentrionale.
Vive nei boschi di Combretum e Brachystegia, colline rocciose e praterie sub-montane fino a 2.000 metri di altitudine. Nel Malawi invade frequentemente piantagioni di banana, manioca e patata dolce.

## Conservazione
La IUCN Red List, considerata la vasta diffusione, l'abilità ad utilizzare una varietà di habitat e la mancanza di minacce importanti, classifica H.argenteocinereus come specie a rischio minimo (Least Concern).